# 7/27
7/27 е вторият албум на американската група Фифт Хармъни, издаден през май 2016 г. Включва в себе си 10 музикални изпълнения, от него са излезли три сингъла „Work from Home“, „All in My Head (Flex)“ и „That's My Girl“.

## Списък с песните

### Оригинален траклист
1. „That's My Girl“ – 3:24
2. „Work from Home“ (с Тай Дола Сайн) – 3:34
3. „The Life“ – 3:20
4. „Write On Me“ – 3:39
5. „I Lied“ – 3:23
6. „All in My Head (Flex)“ (с Фети Уап) – 3:30
7. „Squeeze“ – 3:33
8. „Gonna Get Better“ – 3:36
9. „Scared of Happy“ – 3:23
10. „Not That Kinda Girl“ (с Миси Елиът) – 3:11

### Британско стандартно издание
1. „Worth It“ (не рап) – 3:05

### Делукс издание
1. „Dope“ – 3:32
2. „No Way“ – 2:56

### Британско делукс издание
1. „Worth It“ (не рап) – 3:05

### Napster издание
1. „Voicemail“ – 3:02

### Японско делукс издание
1. „Big Bad Wolf“ – 3:17
2. „1000 Hands“ – 3:19